# Альба, Карлос Мигель Фитц-Джеймс Стюарт
Дон Карлос Мигель Фитц-Джеймс Стюарт и Сильва (19 мая 1794, Мадрид — 7 октября 1835, Сьон) — испанский аристократ и гранд первого класса, 7-й герцог де Лириа-и-Херика и 7-й герцог Бервик (1795—1835), 14-й герцог Альба-де-Тормес и 7-й герцог де Монторо. Коллекционер и меценат, кавалер Ордена Золотого руна.

## Биография
Карлос Мигель родился в Мадриде в мае 1794 года. Младший (второй) сын гранда Хакобо Филипе Фитц-Джеймса Стюарта и Сильвы (1773—1794), 5-го герцога де Лириа-и-Херика и 5-го герцога Бервика (1787—1794), и Марии Терезы Фернандес и Палафокс (1772—1818). Внук Дон Карлоса Бернардо Фитц-Джеймс Стюарт и Сильва, 4-й герцог де Бервик, 4-й герцог де Лирия-и-Херика, 11-й герцог де Верагуа и 10-й герцог де ла Вега Потомок Джеймса Фитц-Джеймса, 1-го герцога Бервика, и короля Англии Якова II Стюарта.
В январе 1795 года после своего старшего брата Хакобо Фитц-Деймса Стюарта и Сильвы (1792—1795), 6-го герцога герцога де Лириа-и-Херика и 6-го герцога Бервика (1794—1795), Карлос Мигель унаследовал титулы герцога де Лириа-и-Херика и герцога Бервика.
В июле 1802 года после своей бездетной троюродной тётки Марии дель Пилар Тересы Каэтаны де Сильва и Альварес де Толедо (1762—1802), 13-й герцогини Альба (1776—1802), Карлос Мигель Фитц-Джеймс Стюарт стал герцогом де Альба и де Уэскар (1802—1835).
Во время Испанской войны за независимость (1808—1814) Карлос Мигель жил с матерью во Франции, а позднее совершил учебную поездку во Европе («Гран-тур»), который продолжался девять лет.
7 октября 1835 года 41-летний Карлос Мигель Фитц-Джеймс Стюарт и Сильва скончался в Сьоне (Швейцария), ему наследовал старший сын Хакобо Фитц-Джеймс Стюарт и Вентимилья.

## Коллекционер и меценат
Герцог Карлос Мигель единогласно признан ведущим коллекционером и меценатом в доме Альба. После смерти своего двоюродного брата Каэтана он унаследовал очень мало художественных картин, но затем он приобрел и собрал во Дворце Лирия (резиденции дома герцогов Альба в Мадриде) много ценных картин: Фра Беато Анджелико, Пьетро Перуджино, Тициана и др. Во время своего пребывания в Италии он поддержал скульпторов Хосе Альвареса Куберо и Антонио Сола, заказывал картины у молодого Энгра и также собирал греческую керамику и скульптуру, чтобы открыть галерею в Мадриде, внес свой вклад в поддержку мадридских художников. Он не закончил этот проект и попал в долги, вынужден был продать некоторые работы, хотя большая часть его коллекции остается в семейном особняке.

## Семья и дети
В 1819 году в Риме женился на итальянской дворянке Розалии Вентимилья ди Граммонте и Монкада (1798—1868), дочери Луиджи ди Вентимилья, 2-го принца ди Граммонте, и Элеоноры ди Монкада, от брака с которой имел трёх детей:
- Хакобо Фитц-Джеймс Стюарт и Вентимилья (3 июня 1821 — 10 июля 1881), 15-й герцог Альба, 13-й герцог де Уэскар, 8-й герцог де Лириа-и-Херика и 8-й герцог Бервик (1835—1881). В 1844 году он женился на Марии Франциске Палафокс Портокарреро и Кирпатрик (1825—1860), старшей сестре Евгении де Монтихо (1826—1920), жены императора Франции Наполеона III (1808—1873)

- Генри Фитц-Джеймс Стюарт и Вентимилья (5 октября 1826 — 22 апреля 1882), граф де Гальве. С 4 ноября 1871 года женат на вдове Аделаиде Ивановне Бравура (18.11.1842— ?), дочери  золотопромышленника И. Ф. Базилевского.

- Луис Фернандо Фитц-Джеймс Стюарт и Вентимилья (4 октября 1833 — 3 мая 1836)